# Croton potaroensis
Croton potaroensis är en törelväxtart som beskrevs av Joseph Lanjouw. Croton potaroensis ingår i släktet Croton och familjen törelväxter. Inga underarter finns listade i Catalogue of Life.